# Jardín botánico de Indiana
El Jardín botánico de Indiana ( en inglés : Indiana Botanic Gardens) es una compañía comercial dedicada a la venta de herboristería con sede en Hobart, y jardín botánico en Hammond, Indiana.
El Indiana Botanic Gardens es el minorista de venta de remedios de herbolario más grande y más antiguo en los Estados Unidos. Se celebró su 100 aniversario en el 2010. 

## Fundador
Nacido en Wisconsin en 1878, Joseph E. Meyer a una edad temprana adquirió un interés por las plantas y la naturaleza. Su padre, que era fotógrafo, a menudo lo fotografió en tareas en los bosques y campos. A partir de aquí, aprendió mucho sobre diversos aspectos de la naturaleza. Las complicaciones en la familia de Meyer y la vida financiera le obligó a dejar temporalmente de lado lo concerniente a la naturaleza y desarrollar una carrera más práctica en una imprenta. Meyer pronto se encontró en Chicago trabajando para una gran imprenta. No mucho tiempo después de, una huelga se cerró la imprenta y Meyer se puso a trabajar en el "The Hammond Times".
Después de establecerse en Hammond, Meyer desea tener un negocio propio, de preferencia algo relacionado con la industria de la impresión. Teniendo en cuenta el conjunto de sus habilidades, Meyer se dio cuenta de que no sabía mucho sobre la impresión pero bastante más sobre la naturaleza. Una empresa que vendiera hierbas a través de un catálogo sería un empeño rentable gracias a tener una imprenta antigua y un gran conocimiento de los recursos naturales. Fue la combinación de estas dos pasiones las que dieron a luz al "Indiana Botanic Gardens".

## La compañía
El nombre de "Indiana Botanic Gardens" es una propiedad privada, empresa familiar que opera dentro de la industria de los suplementos de vitaminas e hierbas. El Jardín Botánico de Indiana ha tenido durante casi 100 años una rica historia en la región del noroeste de Indiana. Su historia se puede leer en las publicaciones botánicas y sobre plantas medicinales, así como en la bibliografía relacionada con la historia de la región de Calumet. El Indiana Botanic Gardens fue fundado en 1910 por el horticultor/herbolario Joseph Meyer (1878-1950) en una pequeña casa de campo en la parte trasera de su casa en Hammond, Indiana.
Inicialmente llamado "Indiana Herb Gardens,", el negocio apenas cubría los gastos para la gran familia de Meyer que con el tiempo se componía de siete hijos y una hija. Los hijos mayores de Joseph Meyer ayudaban a su padre a hacer crecer el negocio mediante la recolección de las hierbas en los campos cercanos. La familia incansable y diligentemente empaquetaba los pedidos, trabajaban con la imprenta, y plegaban las circulares durante el día. La carga de trabajo diaria para los Meyer con frecuencia continuaba en las noches donde componían los catálogos con hilo y aguja.

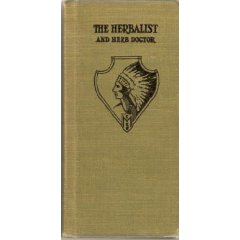
The Herbalist

Una vez que la compañía comenzó a sostenerse, se trasladó de casa de Meyer a un edificio más formal y más grande en la Calumet Avenue, en Hammond, Indiana. Debido en parte a sus raíces como impresor, Joseph E. Meyer publicó un libro de 400 páginas en 1918, titulado 'The Herbalist' (El Herbolario). Siete años más tarde "The Herbalist Almanac" ( El Almanaque Herbolario), una publicación anual, que fue editada en 1925. El Almanaque Herbolario fue un folleto que contenía todo lo ecléctico de los listados de las hierbas y raíces que la empresa vendió, las recetas, las previsiones meteorológicas indias, tratamientos para dolencias comunes, canciones populares de la época, hasta el asesoramiento en temas agrícolas. En 1979, después de cincuenta y cuatro años de su publicación, El Almanaque Herbolario se retiró. Copias vintage del almanaque Herbolario todavía están circulando, algunos que datan de la década de 1950, y se pueden comprar en línea a través de tiendas de libros y Ebay. Hay muchos coleccionistas agrícultores, botánicos y amantes de la jardinería que tienen copias. Las universidades todavía estudian y utilizan el almanaque por razones educativas en muchas clases de horticultura. La Universidad de Florida ha hecho su parte justa de la preservación de estos almanaques ya que tienen una vasta colección que va desde 1929 a 1971 en su colección de libros raros. Una copia del herbolario, incluso se puede encontrar en la Biblioteca de la Institución Smithsonian.
Más tarde, en 1925, Meyer compró una zona salvaje de tierra en el río Little Calumet, un terreno que tiene una gran cantidad de plantas medicinales, arbustos, y bosque virgen. Un año más tarde, en 1926, esta tierra fértil se convertiría en la sede de la recién nombrada "Indiana Botanic Gardens". Las oficinas y almacén se encuentra ahora en edificio de 36,000 pies cuadrados (3.300 m²), de estilo Inglés a dos aguas. Los jardines y los jardines cubiertos de 10 acres (40.000 m²) estaban llenos de hermosos elementos arquitectónicos y jardines. Este establecimiento también contó con un molino donde todos los preparados botánicos fueron elaborados.
Durante los próximos años, Meyer viajó a todas partes de América del Norte para recoger el material y la información sobre las plantas nativas y sus usos. Llegaron correos de todas partes del mundo, incluyendo universidades, bibliotecas, botánicos y personas de todos los órdenes de la vida. En 1932, viajó a Europa en busca de hierbas raras. En los tiempos de Joseph Meyer, el auto-tratamiento con hierbas era una práctica común y solía ser necesaria debido a las condiciones económicas o la escasez de ayuda médica profesional. Meyer dedicó su vida a proporcionar hierbas para la gente, y muchos clientes agradecidos, enviaron cartas y recetas que ensalzaban los beneficios. El libro The Old Herb Doctor (La antigua hierba Doctor) fue una recopilación de esta información para que otros clientes supieran cómo otros clientes habían utilizado las hierbas y los buenos resultados que se obtenían de ellas.
El negocio ha ido pasando de generación en generación a su nieto David Meyer, que sigue siendo parte de la organización, junto con el bisnieto de Tim Cleland, actual presidente de la compañía. En 1990, la empresa se trasladó a un centro más moderno en las cercanías de Hobart (Indiana) Aunque ya no es un productor de hierbas, "Indiana Botanic Gardens" vende vitaminas, aceites esenciales, té, productos de belleza y otros suplementos nutricionales, además de ser un distribuidor de hierbas a granel. La ubicación en Hobart tiene una tienda que contiene la mayor parte de la línea "Botanic Choice" y también vende productos al por mayor. La mayor parte de los negocios sigue siendo producto de las ventas por catálogo, sin embargo, con el relanzamiento de su página web en mayo de 2008, el "Indiana Botanic Gardens" se han centrado en la ampliación de sus operaciones en línea.
- En 1998, el United States House of Representatives rindió un homenaje[1] a Joseph Meyer por ser un ciudadano honrado dentro de su comunidad.

- El "Indiana Botanic Gardens" tiene una creciente lista de artículos de salud que cubre una amplia gama de temas, desde el ejercicio, a las preocupaciones masculinas, a la desintoxicación. Los artículos pueden ser leídos visitando el índice de noticias de la salud de la página web de "Botanic Choice".